# زاك إيرفين
زاك إيرفين (5 سبتمبر 1994 بفيشرز في الولايات المتحدة - ) (بالإنجليزية: Zak Irvin)‏ هو لاعب كرة سلة أمريكي في مركز هجوم صغير الجسم. لعب مع Michigan Wolverines men's basketball ‏.

## وصلات خارجية
- زاك إيرفين على موقع دوري السوبر التايواني لكرة السلة (الصينية)
- زاك إيرفين على موقع سبورتس رفرنس (الإنجليزية)
- زاك إيرفين على موقع كرة السلة الأوروبية.كوم (الإنجليزية)
- زاك إيرفين على موقع كلية كرة السلة في سبورتس رفرنس.كوم (الإنجليزية)
- زاك إيرفين على موقع ريلجم (الإنجليزية)
- زاك إيرفين على موقع بروبوليرز (الإنجليزية)
- زاك إيرفين على موقع سبورتس رفرنس (الإنجليزية)